# Vivian Jenkins
Pas d'image ? Cliquez ici

a Compétitions nationales et continentales officielles uniquement.

b Matchs officiels uniquement.
Vivian Gordon James Jenkins, né le 2 novembre 1911 à Port Talbot et mort le 5 janvier 2004 à Harpenden, est un joueur de rugby à XV gallois évoluant au poste de centre puis d'arrière pour le club du Bridgend RFC et pour le pays de Galles. Après sa carrière de joueur, il devient un journaliste sportif réputé et publie des chroniques et analyses dans le journal anglais The Sunday Times.

## Carrière
Né à Port Talbot, Vivian Jenkins va à l'école au Llandovery College de Carmarthenshire, puis au Jesus College de l'université d'Oxford, où il obtient des sélections pour le Varsity Match (Blues) en rugby comme en cricket. Il commence à jouer au rugby à XV avec le Bridgend RFC comme centre avant d'évoluer comme arrière contre Newport à la demande de son club fin 1932. Il connaît 10 sélections avec les Barbarians de 1933 à 1940.
Les sélectionneurs gallois le sélectionnent à ce poste seulement 4 semaines plus tard le 21 janvier 1933 contre l'équipe d'Angleterre. Son dernier test match est également contre l'équipe d'Angleterre le 21 janvier 1939. Il dispute un test match avec les Lions britanniques en 1938 en Afrique du Sud. Il joue 14 matchs comme arrière. Il participe en 1933 à la première victoire galloise à Twickenham, et à la fameuse victoire contre les All Blacks en 1935 à Cardiff. 

## Statistiques

### En équipe nationale
- 14 sélections
- 36 points (1 essai, 10 transformations, 6 pénalités, 1 drop)
- sélections par année : 2 en 1933, 2 en 1934, 3 en 1935, 3 en 1936, 1 en 1937, 3 en 1938, 1 en 1939

### Avec les Lions britanniques
- 1 sélection en 1938
- 9 points (3 pénalités)